# Aiguat del 10 d'octubre de 1994
L'aiguat del 10 d'octubre de 1994 o Aiguat de Sant Tomàs va ser un episodi de pluges torrencials que va afectar especialment les comarques del Camp de Tarragona provocant inundacions i destrosses considerables en les infraestructures viàries. Es va iniciar la nit del diumenge dia 9 d'octubre i a tres quarts de 6 de la matinada del dilluns dia 10 d'octubre de 1994. A les 8 del matí el delegat del Govern de la Generalitat, Josep Maldonado, va constituir el centre de coordinació de crisi amb els responsables dels departament afectats de les administracions autonòmica i de l'estat. A les 10 del matí s'estava en alerta màxima i molts municipis ja patien fortes inundacions.

## Causes
La irregularitat del clima mediterrani fa que rieres i barrancs passin de no portar gens d'aigua a portar-ne força quantitat i en determinades èpoques de l'any, especialment a la tardor, s'hi produeixen situacions meteorològiques favorables als aiguats intensos que provoquen les temudes inundacions. Els meteoròlegs coincideixen en la confluència de diverses situacions perquè es produeixin:
- Es presenten a la tardor, quan l'aigua de la mar és calenta encara i després d'estius especialment secs o calorosos.
- La coincidència d'un anticicló al centre d'Europa o una depressió a la Mediterrània occidental, o ambdues coses a l'hora, com va ocórrer el 10 d'octubre de 1994.
- L'existència d'aire fred a les capes altes atmosfèriques que fa que les gotes ascendeixin ràpidament, arribin a gran altitud i obtinguin una grandària que les fa caure a terra amb força intensitat.

Tenen causa orogràfica i característiques similars a les d'una pluja monsònica: duren força temps i es produeixen a qualsevol hora del dia o de la nit.

## Desenvolupament
Alforja va ser la població que va enregistrar el volum de pluja més important, 403 litres/m2 en 24 hores. A primera hora del matí les comarques més afectades eren el Priorat, el Baix i Alt Camp i el Tarragonès. A la tarda els aiguats van prendre força a les comarques del Montsià i Baix Ebre, al sud de la província.
Les fortes pluges i l'augment del cabdal dels rius van posar en Alerta G –pluges molt fortes- a tota la província. Les zones més afectades van ser la ribera del riu Francolí, des del seu naixement a l'Espluga de Francolí, fins a la desembocadura, al costat del barri mariner de Tarragona –el Serrallo-. En alguns punts el riu va arribar a tenir fins a tres metres d'alçada, sobrepassant l'altura d'alguns dels ponts que el travessen i causant-ne l'ensorrament de cinc, per exemple a la població de la Riba la confluència del riu Francolí i el Brugent va provocar una riuada que va derruir el pont d'accés a la població. També es va activar el PLASEQTA – Pla de seguretat de la indústria química de Tarragona- a causa de l'ensorrament del pont que donava accés a la refineria i als municipis de la Pobla de Mafumet i el Morell per la carretera de Valls. La força del riu va ocasionar el trencament de dues conduccions del rack que transporta diverses substàncies químiques i provocant que aquests productes tòxics s'aboquessin a la mar.
A Reus es va activar el PEM –Pla d'emergència municipal- a primera hora del matí, ja que la major part de les vies de comunicació van quedar tallades. Es van patir algunes inundacions –el Casal de sant Josep Obrer i la sala 4 de la Fira-, es va evacuar l'alumnat de l'Escola Bon Soleil (actualment Collège Français de Reus) i es van ensorrar dos habitatges, però no es va produir cap dany personal.
L'aigua va baixar amb molta força per totes les rieres, torrents i barrancs de moltes poblacions tarragonines, tanmateix la que baixava per les rieres d'Alforja i de Maspujols va ser la que va provocar la majoria de danys al Baix Camp. Al Priorat la necessitat d'obrir les comportes del pantà de Siurana va fer créixer més el cabal del riu i va provocar greus inundacions a Porrera, que va haver de ser evacuada parcialment.
Es van produir talls en el subministrament elèctric - van caure vuit torres d'alta tensió en diversos municipis-, les línies telefòniques, les del gas, de tren i de carreteres. Els desallotjaments més importants es van produir al barri mariner de la ciutat de Tarragona –el Serrallo- i a Porrera i Poboleda –comarca del Priorat-. Altres municipis van quedar incomunicats a causa de les riuades.
Durant tot el dia segons les informacions del delegat del Govern de la Generalitat, Josep Maldonado, i del governador civil, Ramón Sánchez, es van desplegar un total de 850 guàrdies civils, 200 policies nacionals, 12 membres de protecció civil, 80 mossos d'esquadra, 160 bombers així com 4 helicòpters de bombers que van ajudar en tasques d'evacuació, els efectius de les diverses policies locals dels municipis afectats i personal de carreteres.
Les destrosses provocades per l'aiguat a les carreteres i ponts de la Generalitat s'estimaren en 5.000 milions de pessetes, als quals l'administració autonòmica va afegir 2.000 milions en danys a les obres hidràuliques. El MOPTMA va valorar en 1.598 milions les pèrdues en carreteres i ponts de la seva competència, la majoria a la província de Tarragona, als que es van afegir la pèrdua de la maquinària d'obres del parc de Tarragona, valorada en 325 milions. La Diputació de Tarragona, per la seva banda, va valorar en 1.000 milions de pessetes els danys registrats a la xarxa de carreteres locals.
| Municipi               | Pluviometria | Danys |
| ---------------------- | ------------ | --- |
| Alforja                | 403 l/m²     | |
| L'Aleixar              |              | L'aigua va destrossar la zona esportiva de Maspujols i l'escullera que protegia el nou pont d'accés al municipi.                                                                                           |
| Les Borges del Camp    |              | La riuada procedent de la riera d'Alforja es va emportar dues cases i quilòmetres de conduccions del clavegueram i l'aigua potable.                                                                        |
| Cabra del Camp         | 193 l/m²     | |
| Cambrils               |              | El desbordament de la riera d'Alforja destrossa tres ponts i cinquanta cotxes. |
| Cornudella             | 336 l/m²     | |
| Cubelles               |              | El desbordament del Foix causa el col·lapse del pont de la carretera C-31. |
| Farena                 | 600 l/m²     | |
| Falset                 | 600 l/m²     | |
| Figuerola              | 225 l/m²     | |
| La Mussara             | 504 l/m²     | |
| La Riba                |              | Es desborda la confluència dels rius Brugent i Francolí. S'ensorra el pont d'accés al municipi. |
| Montblanc              | 231 l/m²     | |
| Montmell               | 147 l/m²     | |
| Pla de Santa Maria     | 182 l/m²     | |
| Porrera                | 208 l/m²     | El desbordament del riu de Cortiella provoca l'ensorrament de dues cases i destrosses a la carretera. S'evacua la part baixa del municipi.                                                                 |
| Rasquera               | 201 l/m²     | |
| Reus                   | 201 l/m²     | |
| Riudecanyes            | 115 l/m²     | |
| Riudoms                |              | Problemes de comunicació a causa d'un pont caigut a la carretera de Reus així com manca d'electricitat i de telèfon.                                                                                       |
| Sant Quintí de Mediona | 180 l/m²     | |
| Tarragona              |              | Es desborda el tram final del Francolí. S'evacua la zona del Serrallo i de Torres Jordi. Es talla la comunicació ferroviària entre Barcelona-València. Es produeixen talls a les carreteres N-340 i N-420. |
| Torrelles de Foix      | 170 l/m²     | |
| Tortosa                | 189 l/m²     | Les pluges la deixen incomunicada. el riu Ebre creix de manera preocupant. Hi ha inundacions als comerços del centre.                                                                                      |
| Valls                  | 130 l/m²     | |
| Vandellòs              | 94 l/m²      | |
| Vilaplana              | 300 l/m²     | L'aigua es va emportar dos ponts, l'antic escorxador i el cotxe fúnebre. |